# طب الطوارئ قبل المستشفى
الطب في حالات الطوارئ قبل المستشفى (اختصار لـ PHEM)، والذي يشار إليه أيضاً باسم الرعاية قبل المستشفى، أو الرعاية الفورية، أو طب الخدمات الطبية في حالات الطوارئ (وهو اختصار لطب EMS)، هو تخصص طبي فرعي يركز على العناية بالمرضى المصابين أو المرضى المصابين بأمراض خطيرة قبل الوصول إلى المستشفى، وأثناء الانتقال الطارئ إلى المستشفى أو بين المستشفيات. قد يمارس من قِبل أطباء من خلفيات مختلفة مثل علم التخدير، وطب الطوارئ، وطب العناية المركزة والطب الحاد، بعد أن أتموا التدريب الأولي في تخصصاتهم الأساسية.
والأطباء الممارسون لـ PHEM عادة ما يتكامل بشكل جيد مع خدمات طبية طارئة في حالات الطوارئ، ويتم إرسالهم مع فنيين طبيين في حالات الطوارئ أو الباراميدك (المسعفين) حيث يشتبه حدوث مرض يهدد الحياة أو صدمة وقد يستفيد من العلاج الطبي التخصصي الفوري. وقد يشمل ذلك السفر بسيارة الإسعاف أو الإسعاف الجوي إلى الموقع.

## التدريب
في المملكة المتحدة، تم الاعتراف بـ PHEM كتخصص فرعي في طب الطوارئ ومواد التخدير في يوليو 2011 من قبل المجلس الطبي العام. من فبراير 2015، تم توسيع نطاق هذا المجال ليشمل طب الرعاية المركزة والأدوية.
تم تحديث منهج متطلبات التدريب الأوروبية للتخدير في عام 2018 ليذكر أن المعرفة والمهارات السريرية والمواقف المحددة لطب الطوارئ قبل المستشفى تشكّل جزءًا من المجال الأساسي لطب الطوارئ الحرج، وبالتالي، يجب أن تشكّل جزءًا من تدريب الدراسات العليا للأطباء المتخصصين في التخدير.
وفي الولايات المتحدة، منح المجلس الأمريكي للطب الطارئ شهادة تخصص فرعي في خدمات الطوارئ الطبية منذ عام 2013.

## تقييم الإصابات قبل المستشفى
تقييم ما قبل المستشفى للإصابة هو مجموعة من المهارات التي يستخدمها فنيو الخدمات الطبية في حالات الطوارئ لتحليل كل التهديدات التي يتعرض لها المريض بسبب الإصابة من الحادث ويقسم تقييم الإصابات قبل المستشفى إلى نوعين رئيسيين: تقييم الإصابة الأساسية وتقييم الإصابة المتقدمة. يتم تقديم التقييم الأساسي من قبل المستجيب الطبّي الأول وفريق طب الطوارئ ويقدم التقييم المتقدم الباراميدك.
إن الاقتراب من مكان الحادث وتقيم حجمه يشكل واحدة من أهم الخطوات الأولية التي يقوم بها مقدم الرعاية قبل المستشفى بعناية. في حالة حدوث إصابة حرجة، من المتوقع رؤية المواد الخطرة وحركة المرور في بيئة غير خاضعة للتحكم. وقد تتسبب هذه العوامل في تهديدات الحياة لموفري الخدمة وزملاء العمل والمارة. لذلك، يتم التحكم في كل هذه التهديدات الحياتية في البداية حتى قبل الاتصال مع المريض.
بعد إدارة المشهد، يحصل مقدم الرعاية قبل المستشفى على انطباع عام عن المشهد. يتم اكتشاف انطباع عام عن طريق تقييم آلية الإصابة. على سبيل المثال، عند وقوع حادث سيارة، يتم اكتشاف آلية الإصابة عن طريق تقدير السرعة التي وقع بها التصادم، مع النظر إلى مقدار التلف، والبحث عن عوامل أخرى قد تؤثر على آلية الإصابة، مثل انتفاخ الوسادة الهوائية.

## التقييم المستمر
يبدأ تقييم المسار في حالة تحميل المريض في سيارة الإسعاف. يبدأ تقييم المسار في تكرار التقييم الأولي والتأكد من أن المريض المجرى الهوائي لديه مفتوح أو يتنفس أو يتم تهويته بشكل صحيح، وأن  له نبض. ويُعرف هذا بأخذ (أو فحص) العلامات الحيوية".

## روابط خارجية
- Intercollegiate Board for Training in Pre-hospital Emergency Medicine